# Кононов, Алексей Кононович
Алексе́й Коно́нович Ко́нонов (1766—1795) — академик Императорской академии наук.

## Биография
По окончании курса в академическом университете четыре года учился за границей. По возвращении из-за границы, в марте 1789 г., Коконов, вместе с другими молодыми учеными, тоже бывшими за границей, подвергнут был особым испытаниям; экзаменовали его академики Румовский, Крафт, Шуберт, Георги и Фусс, которые все единогласно дали наилучший отзыв о молодом ученом, и 18 июня 1789 г. Кононов был единогласно избран адъюнктом Академии по физико-математическим наукам.
Из научных трудов Кононова только один появился в печати; три из них сохранились в рукописях, но не в полном виде; о двух мемуарах упоминается в записках учёного собрания академии наук. Кононову принадлежит также, по свидетельству библиографов, перевод с французского языка на русский сочинения Бособра: «Опыт о благополучии или рассуждения о благе и зле человеческой жизни».